# Universidade de Surrey
A Universidade de Surrey (em inglês University of Surrey), é uma universidade de pesquisas pública localizada em Guildford, Surrey, Sudeste da Inglaterra. Fundada em 9 de Setembro de 1966, ela se situava anteriormente em Battersea Park a Sudoeste de Londres. A instituição foi conhecida como Battersea College of Technology antes de receber o status de universidade. Suas raízes no entanto, remontam ao Battersea Polytechnic Institute, fundado em 1891 com a intenção de prover educação básica e superior à população mais pobre de Londres.
O campus principal da universidade está localizado em Stag Hill, perto do centro de Guildford e adjacente à Catedral de Guildford. Um segundo campus em Manor Park, fica à pouca distância e tem sido desenvolvido para expandir as acomodações acadêmicas e desportivas atuais.